# برتران مرشان
برتران مرشان (فرانسوی: Bertrand Marchand‎؛ زادهٔ ۲۷ آوریل ۱۹۵۳) مربی فوتبال اهل فرانسه است.
از باشگاه‌هایی که در آن بازی کرده‌است می‌توان به رن اشاره کرد.